# Ján Golian
Ján Golian, p. Ley, Gama (ur. 26 stycznia 1906 w Dombóvár, zm. 1945 we Flossenburgu) – słowacki wojskowy, generał brygady, szef sztabu generalnego wojsk lądowych (1944), kluczowa postać konspiracji antyfaszystowskiej, organizator i pierwszy dowódca słowackiego powstania narodowego.

## Życiorys
W latach 1927–1939 oficer zawodowy w wojsku czechosłowackim; 1939–1943 oficer sztabu 1 Dywizji z siedzibą w Trenčínie, od 1943 szef sztabu Szybkiej Dywizji; od stycznia 1944 szef sztabu generalnego słowackich wojsk lądowych w Bańskiej Bystrzycy w randze podpułkownika. W roku 1943 podjął współpracę z podziemiem antyfaszystowskim oraz rządem czechosłowackim na uchodźstwie i został mianowany szefem konspiracyjnego Centrum Wojskowego na Słowacji. 29 sierpnia 1944 roku w czasie zamachu wojskowego podjął decyzję o zatrzymaniu generała Ferdinanda Čatloša oraz głównodowodzącego tisowskiej armii słowackiej generała Jozefa Turanca, którzy następnie zostali przekazani ZSRR. 5 września 1944 roku mianowany przez Edvarda Beneša generałem brygady. 
3 listopada 1944 r. został aresztowany przez służby bezpieczeństwa Rzeszy, a następnie w procesie sądowym skazany za zdradę na karę śmierci. Zginął w obozie koncentracyjnym we Flossenbürgu w roku 1945.

## Odznaczenia (lista niepełna)
- Order Republiki – 1969, pośmiertnie
- Order Słowackiego Powstania Narodowego I klasy – 1945, pośmiertnie
- Krzyż Wojenny Czechosłowacki 1939 – 1945, pośmiertnie
- Order Ľudovíta Štúra I klasy – 1995, pośmiertnie[2]